# Poste Weygand
Poste  Weygand (auch bekannt als Balise 250) ist ein ehemaliger französischer Militärstützpunkt mit Flugplatz in der algerischen Sahara. Er liegt ca. 250 km südlich von Reggane an der Tanezrouftpiste in der Nähe der Abzweigung nach Ouallene. Von den Gebäuden sind nur noch Ruinen vorhanden.